# Илие, Адриан
Адриа́н Букурэ́л Или́е (рум. Adrian Bucurel Ilie ; род. 20 апреля 1974, Крайова) —  румынский футболист. Провел 55 матчей за сборную Румынии. Завершил карьеру в 2005 году. Ныне занимается предпринимательской и агентской деятельностью.

## Карьера

### Клубная
Илие начинал карьеру в «Электропутере» из Крайовы, дебютировав за первую команду в возрасте 17 лет. В 1992 году Илие уже был одним из лидеров клуба и подписал с «Электропутере» полный профессиональный контракт.
В 1993 году Илие перешёл в «Стяуа» за 90 тысяч долларов. В составе бухарестского клуба он стал трёхкратным чемпионом Румынии.
Следующим клубом Илие стал «Галатасарай», в который он перешёл в 1996 году. Полтора года в Стамбуле были не слишком успешны. Илие получал мало игровой практики, что вынудило игрока перейти в «Валенсию». Именно здесь и прошёл самый удачный период в карьере игрока. Проведя 17 матчей в конце сезона 1997/98 он забил 12 мячей.
В 2000 году Илие начали преследовать травмы, которые не оставили его до конца карьеры, но они не помешали игроку сыграть ещё 2 сезона за «Валенсию». В 2002 году Илие покинул расположение «летучих мышей» и на должный уровень больше не вернулся. Он играл за «Алавес», «Бешикташ» и «Цюрих», но ни в одном из клубов не являлся твёрдым игроком основы. В 2005 году, после непрекращающихся проблем с голеностопом, Илие решил завершить карьеру.
В 2009 году, после 4-х летнего перерыва, Илие сделал попытку вернуться в большой футбол, подписав предварительный контракт с грозненским «Тереком», однако врачи запретили Адриану профессионально играть в футбол, из-за опасности рецидива травмы голеностопа.

### Сборная
В составе сборной Румынии Илие играл на Чемпионате мира 1998 и на двух чемпионатах Европы: 1996 и 2000. Всего за сборную Илие сыграл 55 матчей, в которых забил 13 мячей.

### Вне футбола
После завершения карьеры Илие, по совету тестя, занялся туристическим бизнесом. Он построил гостиницу и несколько вилл в известном румынском курорте Пояна-Брашов.
Также Илие является владельцем клуба «Форекс Брашов», выступающего в Первой лиге.

## Достижения

### Командные
Стяуа
- Чемпион Румынии: 1992/93, 1993/94, 1994/95
- Обладатель Кубка Румынии: 1995/96
- Обладатель Суперкубка Румынии: 1994, 1995

Галатасарай
- Чемпион Турции: 1996/97
- Обладатель Суперкубка Турции: 1997

Валенсия
- Чемпион Испании: 2001/02
- Обладатель Кубка Испании: 1998/99
- Обладатель Суперкубка Испании: 1999
- Финалист Лиги Чемпионов: 1999/00

Цюрих
- Обладатель Кубка Швейцарии: 2004/05

### Личные
- Футболист года в Румынии: 1998